# رود شیمچی
رود شیمچی (به لاتین: Shinmachi River) یک رود در ژاپن است که در توکوشیما واقع شده‌است.